# Superliga 2006-2007 (pallavolo femminile, Brasile)
La Superliga 2006-2007 si è svolta dal 9 dicembre 2006 al 21 aprile 2007: al torneo hanno partecipato 8 squadre di club brasiliane e la vittoria finale è andata per la seconda volta consecutiva al Rio de Janeiro.

## Squadre partecipanti
| - Brasil - Finasa - GRER - Macaé | - Minas - Pinheiros - Rio de Janeiro - São Caetano |

## Premi individuali
| Premio                 | Giocatrice          | Squadra        |
| ---------------------- | ------------------- | -------------- |
| Miglior attaccante     | Paula Pequeno       | Finasa         |
| Miglior muro           | Thaísa de Menezes   | Rio de Janeiro |
| Miglior servizio       | Wélissa Gonzaga     | Rio de Janeiro |
| Miglior palleggiatrice | Danielle Lins       | Rio de Janeiro |
| Miglior ricevitrice    | Fabiana de Oliveira | Rio de Janeiro |
| Miglior difesa         | Fabiana de Oliveira | Rio de Janeiro |

## Classifica finale
| Pos | Squadra        |
| --- | -------------- |
| 1   | Rio de Janeiro |
| 2   | Finasa         |
| 3   | Minas          |
| 4   | Macaé          |
| 5   | São Caetano    |
| 6   | Pinheiros      |
| 7   | Brasil         |
| 8   | GRER           |